# 小瀨川
小濑川（日语：／）是流经广岛县与山口县边界附近的一级河流的主流。

## 名称

### 小濑川/木野川
小濑川自古以来就是安艺国（广岛县）和周防国（山口县）的国界，虽然根据《河川法》，它的正式名称是“小濑川”，但在广岛一侧则被称为“木野川”。
古时在山阳道（西国街道）的渡河处，曾有一条渡轮往返于广岛一侧的木野村（现大竹市木野）和山口一侧的小濑村（现山口县岩国市小濑）之间。这条渡轮在安艺国一侧被称为“木野川渡口”，在周防国一侧被称为“小濑川渡口”。

1859年安政大狱期间，吉田松阴被押送到江户并在这里写了一首俳句。
越过小濑川，越过永不回头的藩篱，回到梦的路途。

——吉田松阴
1893年东京地学协会出版的《地学杂志》第5卷第3号记载：“小濑川上游称为木野川”。
1968年，随着《河川法》的颁布，小濑川被指定为一级河流（受国家管辖），并被命名为“小濑川”。据大竹市历史研究会研究，“小濑川”这一名称当时可能是根据“以面向河口的右岸地点命名河流的原则”而采用的。
1982年由《中国新闻》出版的《广岛县大百科事典》指出，“小濑川”的名称已在广岛县内确立，而“木野川”的名称“现在很少使用”。

### 国境之川
小赖川自古以来就被视为安艺国和周防国的国界，并有记录显示，它在734年被指定为国界。1600年关原之战后，控制着包括安艺和周防在内的中国地区的毛利氏的领土被分割，这条河成为了安艺国广岛藩（福岛氏）和周防国长州藩（毛利氏）的边界，被称为“国分之川”。由于洪水泛滥，这条河经常改道，从1611年起，两藩之间经常发生边界争端。
根据《国郡志下调郡辻书出账》记载，这条河也被称为“大川”或“御境川”。

### 大滝/大竹
古时，它被称为“大竹川”。在《续日本纪》中，734年9月16日的章节内记载着“大竹河”被定为安芸国和周防国的边界。
九月（省略）狗年。设立。安芸。周防国与大竹川大竹川合二为一，成为两国的边界。

——《续日本纪》第11卷
庆长年间（1596-1615年）的《严国沿革志》记载表明，大竹川入海口的河道与现代不同，沿着山麓流淌。文献还指出，如今被小濑川隔开的广岛县大竹市与山口县玖珂郡和木町曾是陆地相连的。镰仓时代1277年的《佐伯助广处分书》中，广岛县大竹村被称为“大泷”，也被写作“大滝”。同时，山口和木町在1588年的土地测量簿中被记载为“周防大竹”和“周防大滝”，享保时代（1716-1736年）的《享保增补村记》也将其列为“大滝村”。

1371年，室町时代初期，今川贞世以九州探题的身份前往九州，途经此地。在贞世的多部游记中，这条河被称为安艺国与周防国的界河，他称之为“大谷”或“大滝川”。
其名曰大谷，河岸高耸，山峦起伏，河流奔腾而出。

——今川了俊，《亡者之路》
大滝川是安艺国与周防国之间的河流。

——今川了俊，《鹿苑院殿厳島詣記》，1389年3月11日

## 流域
小濑川发源于广岛县廿日市市的饭山，该山脉包括鬼城山（海拔1,031米）和罗汉山（海拔1,109米）。自饭山沿广岛县和山口县边界向南流淌。在弥荣水坝处向东流入广岛湾（濑户内海）。
小濑川流域面积340平方公里，主干河道长59公里。其干流及其主要支流玖岛川构成Y形河道，支流呈树枝状。下方列出了沿干流及其主要支流的市町村，从上游开始依次列出。
| 河流名 | 河流名   | 河流名   | 河流名   | 长度    | 流域面积 | 流域内的市町村                                                 |
| 小濑川 | 小濑川   | 小濑川   | 小濑川   | 59km    | 340km2   | 广岛县廿日市市、山口县岩国市、广岛县大竹市、山口县玖珂郡和木町 |
|        | 中道川   | 中道川   | 中道川   |         |          | 廿日市市                                                       |
|        | 七濑川   | 七濑川   | 七濑川   | 6.5km   | 33km2    | 廿日市市                                                       |
|        |          | 大虫川   | 大虫川   | 6.3km   | 10.8km2  | 廿日市市                                                       |
|        | 林川     | 林川     | 林川     | 1.5km   | 12km2    | 廿日市市                                                       |
|        |          | 百合野川 | 百合野川 | 1.65km  |          | 廿日市市                                                       |
|        |          | 小原川   | 小原川   | 0.11km  | 6.2km2   | 廿日市市                                                       |
|        | 市野川   | 市野川   | 市野川   | 2.6km   | 9.7km2   | 廿日市市・岩国市                                               |
|        | 玖岛川   | 玖岛川   | 玖岛川   | 24.7km  | 111.2km2 | 大竹市・廿日市市                                               |
|        |          | 中山川   | 中山川   | 2.5km   | 3.8km2   | 廿日市市                                                       |
|        |          | 氏森川   | 氏森川   | 0.8km   | 6.2km2   | 廿日市市                                                       |
|        | 前饭谷川 | 前饭谷川 | 前饭谷川 | 1.2km   | 5.5km2   | 大竹市                                                         |
|        | 长谷川   | 长谷川   | 长谷川   | 8km     |          | 大竹市                                                         |
|        |          | 日宛川   | 日宛川   | 0.72km  |          | 岩国市                                                         |
|        |          | 佐坂川   | 佐坂川   | 2.12km  |          | 岩国市                                                         |
|        |          |          | 濑户内川 | 0.645km |          | 岩国市                                                         |
|        |          | 岸根川   | 岸根川   | 1.37km  |          | 岩国市                                                         |
|        |          | 百合谷川 | 百合谷川 | 1.15km  |          | 岩国市                                                         |
|        | 笹谷川   | 笹谷川   | 笹谷川   | 2.05km  |          | 岩国市                                                         |
|        | 谷川     | 谷川     | 谷川     | 3.1km   |          | 岩国市                                                         |
|        | 目洗川   | 目洗川   | 目洗川   |         |          | 和木町                                                         |
|        | 关浜川   | 关浜川   | 关浜川   | 2.2km   |          | 和木町                                                         |
|        |          | 萩原川   | 萩原川   | 1.15km  |          | 和木町                                                         |
|        | 濑田川   | 濑田川   | 濑田川   | 3.34km  |          | 和木町                                                         |
|        |          | 西谷川   | 西谷川   | 0.35km  |          | 和木町                                                         |
|        |          | 坂根川   | 坂根川   | 0.5km   |          | 和木町                                                         |
|        |          | 驹迫川   | 驹迫川   | 0.45km  |          | 和木町                                                         |

### 上游

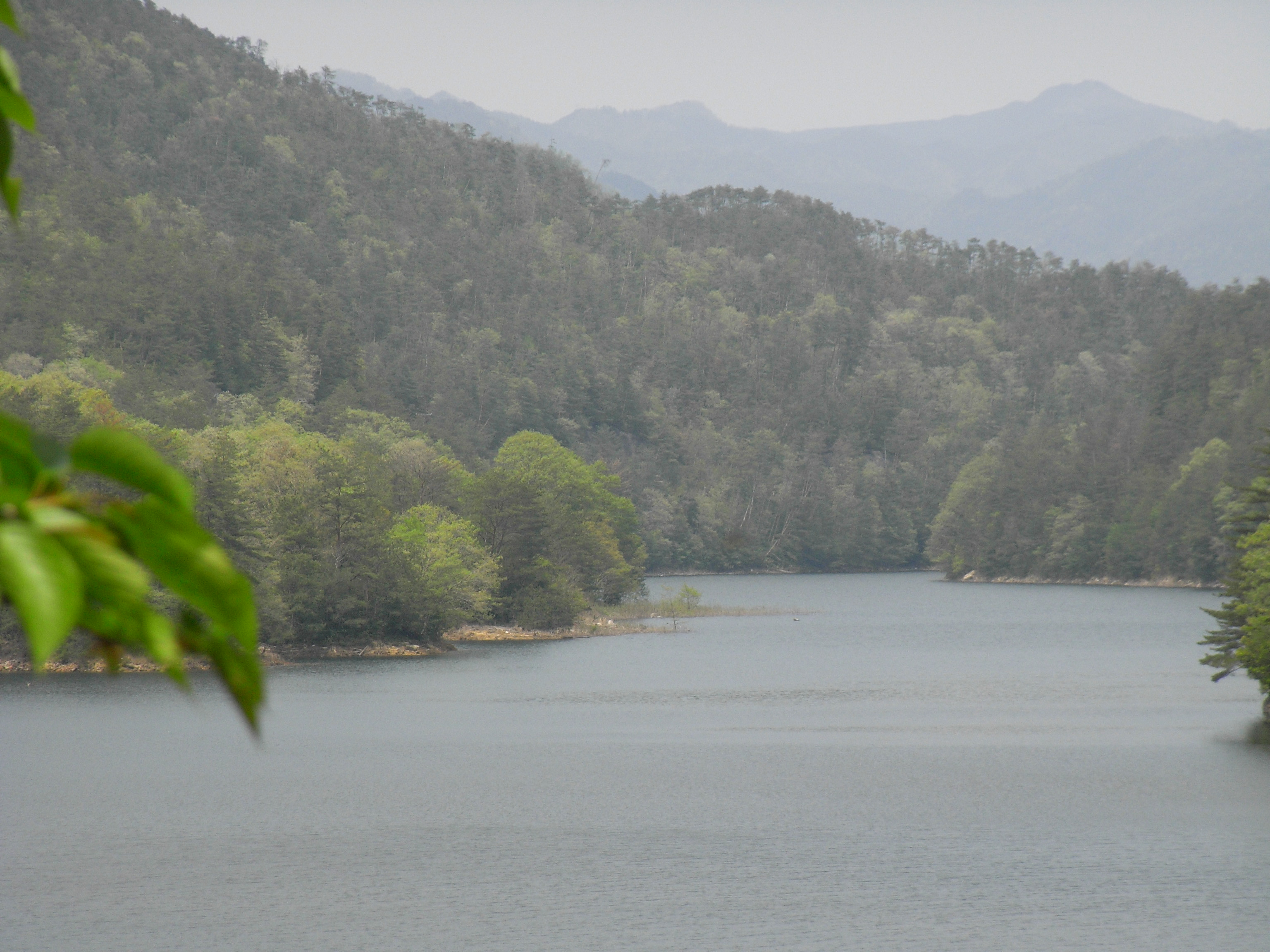
左岸：广岛县廿日市市浅原；右岸：山口县岩国市美和町釜原。真珠湖（小濑川水坝）。

其源头位于鬼城山和饭山水坝（饭山水库）附近。从那里向西南流动，在饭山与国道186号汇合，然后沿道路向南转向。在饭山，支流中道川从右岸与其汇合，然后转向东南。流经罗汉峡在栗栖左岸，大虫川与其汇合，然后转向南，然后在浅原转向西。然后与布野川汇合，跨越县界，最后流入小濑川水坝（真珠湖）。河流在源头附近水流较为平缓，但之后水流逐渐陡峭，流经群山和山谷。

### 中游

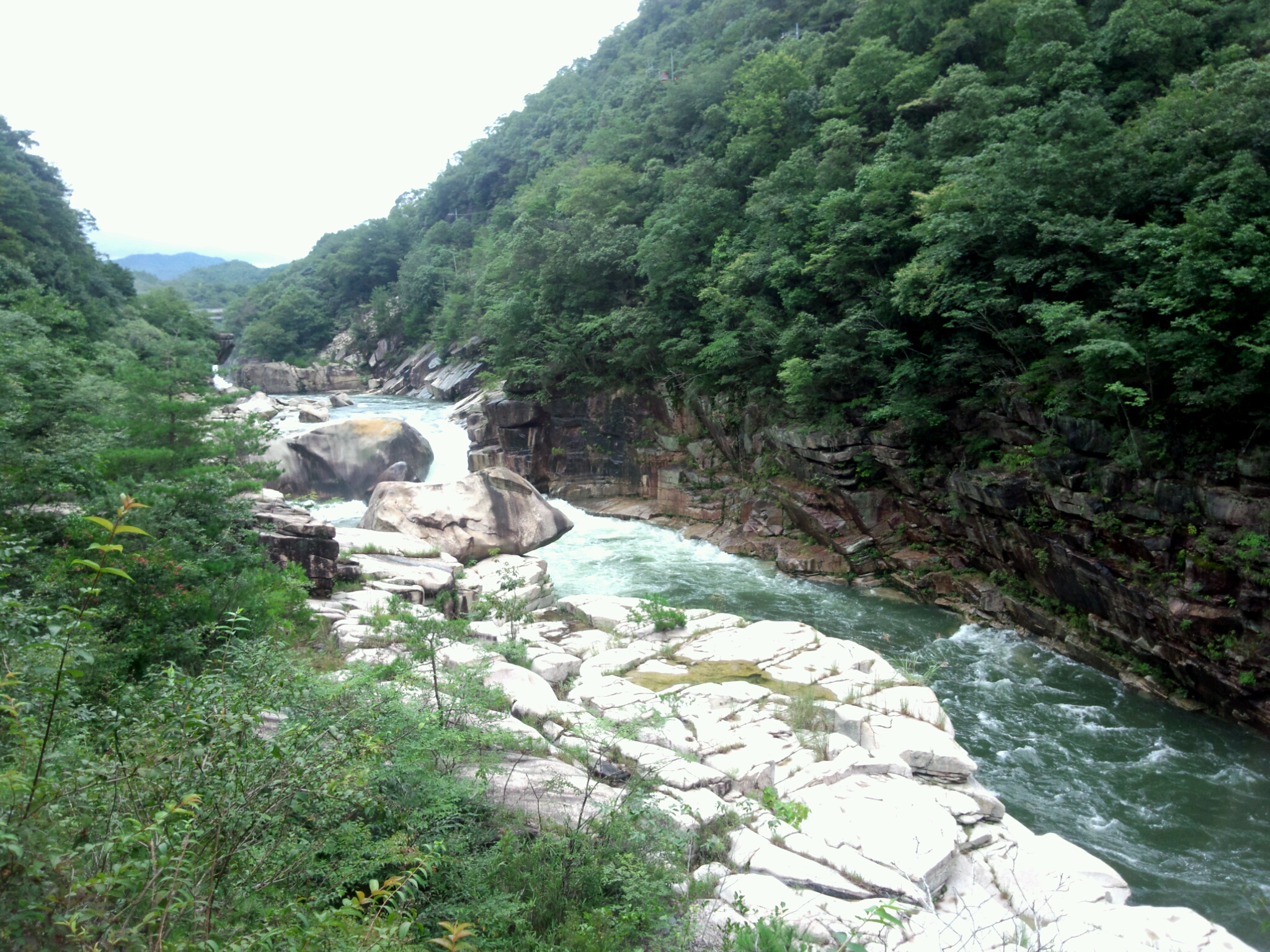
弥荣峡

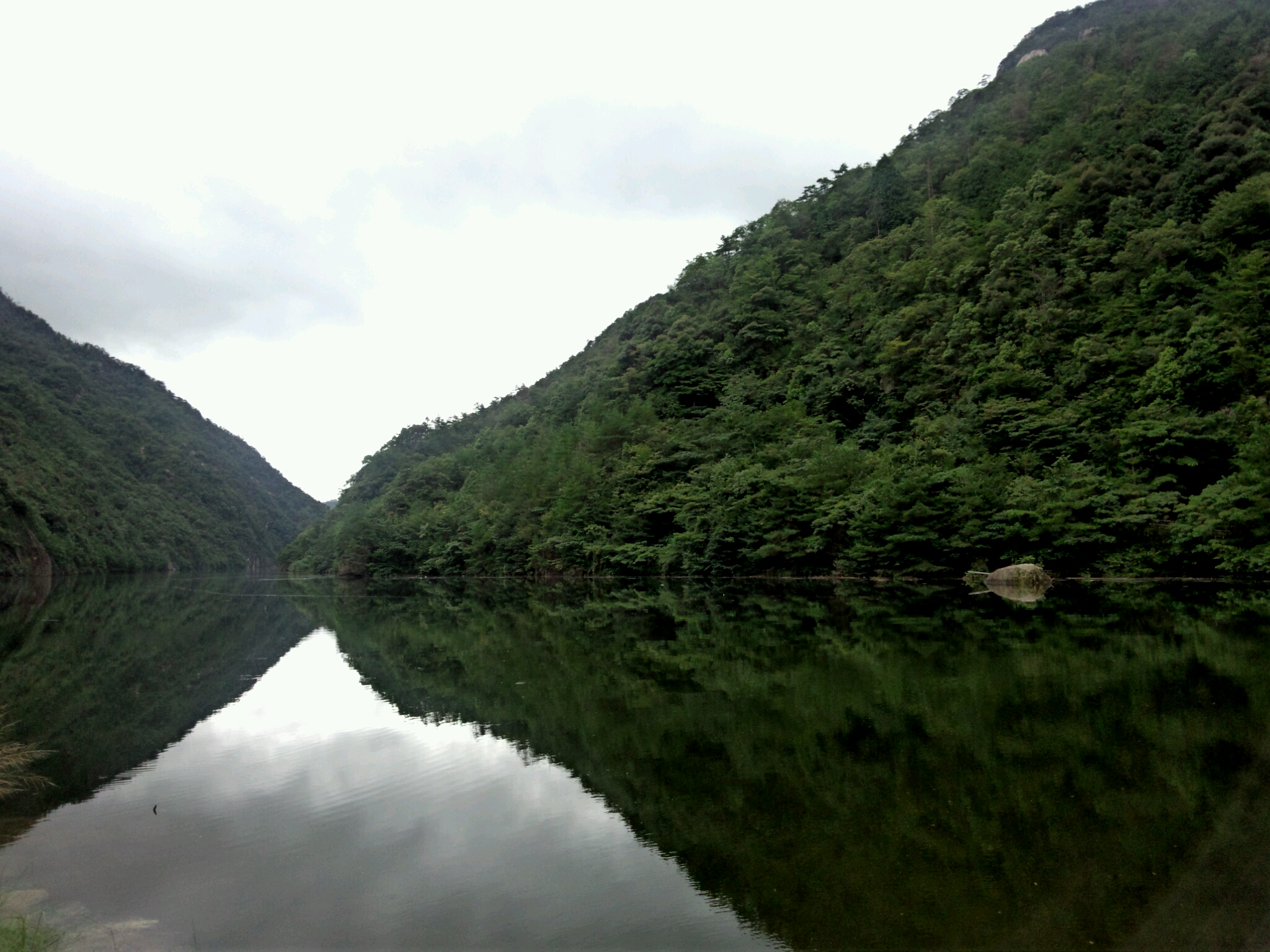
弥荣湖

从小濑川水坝出发，沿国道186号向南流淌，流入广岛县大竹市栗谷町左岸。继续向南，直至在大竹市栗谷町横尾与玖岛川汇合。之后向南流淌，进入弥荣峡。之后又向南流淌，流入弥荣水坝（弥荣湖）。之后，在弥荣湖内转向东行。部分河床坡度比上游陡峭，当几乎平行流动的小濑川与玖岛川汇合时，河水深深地侵蚀着河床，形成了独特的景观。

### 下游

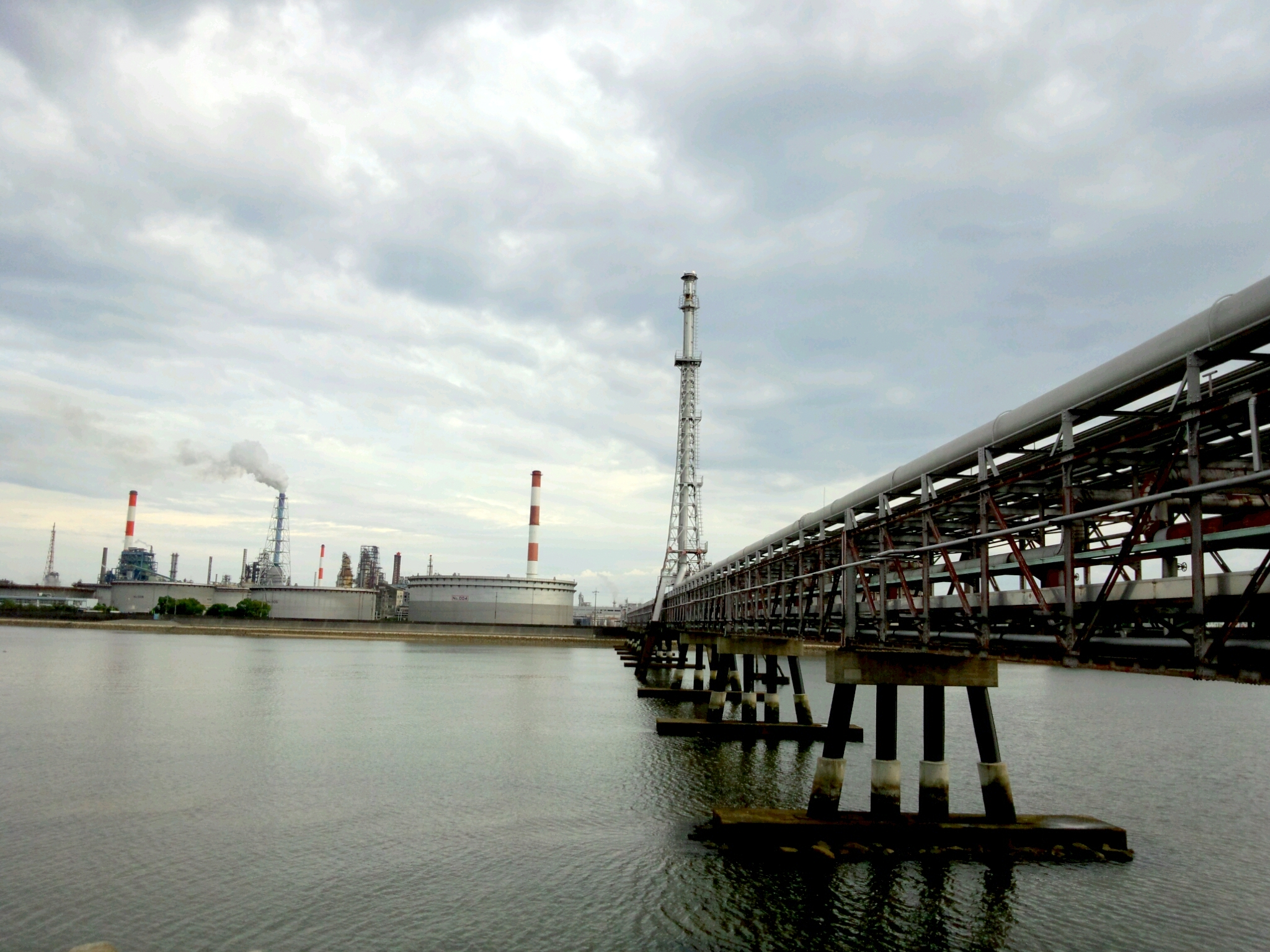
下游河口景观

小赖川蜿蜒东流，在左岸大竹市的房鹿和右岸岩国市的小濑急转向西南。右岸进入山口县玖珂郡和木町的关浜后，河水向东流去，形成河口，流入广岛湾。随着河床坡度变缓，河流蜿蜒曲折，河口形成了小型三角洲，自江户时代以来，由于围垦和土地复垦，河口不断扩大。

## 自然

### 气候水文
这里的气候属于濑户内海式气候。然而，由于南部丰后水道暖湿流带来的降雨，以及来自西北部日本海的季风带来的降雪，这里被认为是中国地区降雨最多的地区之一。此外，梅雨季节和台风也带来了降雨。上游年降水量约为1900毫米，下游年降水量约为1600毫米。
就水域类型而言，该河流从源头下游至前渕桥为AA型，从前渕桥至中市位堰为A型，从中市位堰至河口为B型。该河流符合环境标准。小濑川水库水域类型为A类，全湖氮磷污染等级为II类；弥荣水库水域类型为AA类，全湖氮磷污染等级为II类。两座水库的化学需氧量（COD）浓度均高达75%，总氮和总磷浓度也较高，且多年未达环境标准。

### 地形地质
弥荣峡将流域的地质类型大致一分为二。北部（上游）由白垩纪的广岛花岗岩构成，而南部（下游）则由古生代中生代到侏罗纪的以板岩为主的玖珂层群构成。流域约60%的面积由花岗岩构成。河口处的平原为冲积层。
流域的地形由三层组成：最上层的冠山山脉、中层的佐伯山脉和最下层的濑户内海沿岸。河流从每一层流下时，都会形成山谷，形成蜿蜒的河道。另一个地形特征是，小濑川的上游和中游最初汇入锦川，而小濑川的下游则因河流之争而形成了现在的河道。
小濑川的上中游曾向西流经现弥荣水坝西侧支流佐坂川的河谷，进入锦川水系支流涉前川的河谷，再从同水系的小乡川河谷汇入锦川。后来，小濑川下游的向源侵蚀到达了现在的弥荣水坝附近，河流占据了小濑川的上游和中游。进一步的源头侵蚀导致笹佐坂川向东流动，汇入现今的小濑川。占领的面积约为300平方公里。山口县岩国市美和町涉前风隙是原流域的残余，谷中分水岭就位于此处。
从小濑川下游右岸的岩国市小濑到右岸的和木町，原本向东流动的河水突然转向西南，然后再次向东流动。这股向西南的河水与大竹断层重合。锦川、旧山阳道（西国街道）、山阳新干线和山阳自动车道的部分路段也沿着该断层流动。

过了两国桥，上游变成了山区河流，而下游变成了城市河流。整个区域的河床主要由石头、砾石和沙子组成。随着时间的推移，河床似乎没有显著变化。河床的垂直和横截面随时间的变化表明，自20世纪90年代以来，河床一直保持稳定。从未发生因泥沙而导致河口关闭的情况。

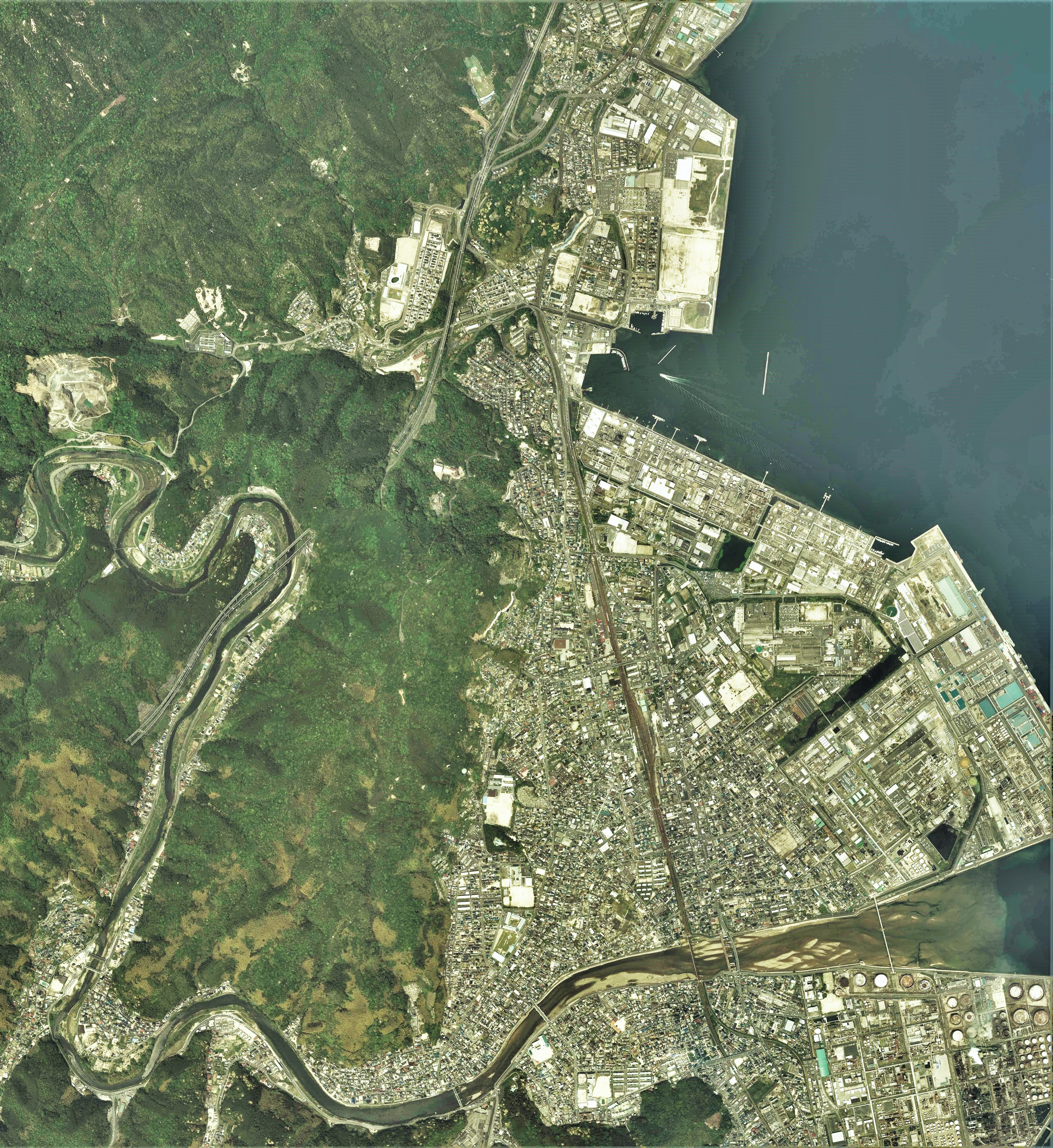
下游。这条河呈切入式曲流，沿大竹断层向西南流动。河口处的冲积平原面积较小。岩国市小濑地区（该河由此得名）位于照片左侧附近。

在小濑川干流与其支流玖岛川交汇的阙岩处，可以看到许多壶穴。

### 动植物
小濑川流域随处可见香鱼的踪迹，产卵地也散布各地。然而，由于弥荣水坝和渡濑水坝没有鱼道，香鱼大多只在上游栖息。皐月鳟也栖息在上游。彼氏冰虾虎鱼的产卵地位于河口，周边地区也有彼氏冰虾虎鱼捕捞活动。
流域96%的面积为山区。流域内的植被几乎完全是天然林。自然植被包括海拔800至1100米的犬山毛榉林，以及罗汉峡附近陡坡上的日本金松林。
鸟类包括冠鱼狗和翠鸟。喜居山涧的褐河乌也在下游被发现。苍鹭、鹬和鸻类鸟将河口的滩涂作为觅食和休息区。
珍稀野生动物包括日本大鲵和双花木。在上游，可以看到象征富饶山区的亚洲黑熊、鹰雕等动物，还有二级支流七濑川的“罗汉溪植被”和“万谷溪植被”等珍贵植被。
另一方面，人们还发现了根据《外来入侵物种法》被指定为特定入侵物种的剑叶金鸡菊和粉绿狐尾藻，并在弥荣水坝和中市堰发现了蓝鳃太阳鱼和大口黑鲈。
川真珠贝曾栖息于弥荣峡谷上游的釜渕盆地。这里当时该物种世界上最南端的栖息地，并于1942年被指定为广岛县的天然纪念物。然而，该物种在1951年因台风露丝造成的泥石流而遭受重创，随后由于小濑川大坝和渡濑大坝的建设导致河流流域环境变化，被认为已经灭绝。

### 景观
流域包括三仓岳县立自然公园（广岛）、万谷溪县立自然环境保护区（广岛）、万谷溪鸟兽保护区（广岛）、大峰山鸟兽保护区（广岛）、三仓岳鸟兽保护区（广岛）、罗汉山鸟兽保护区（山口）和弥荣鸟兽保护区（山口）。

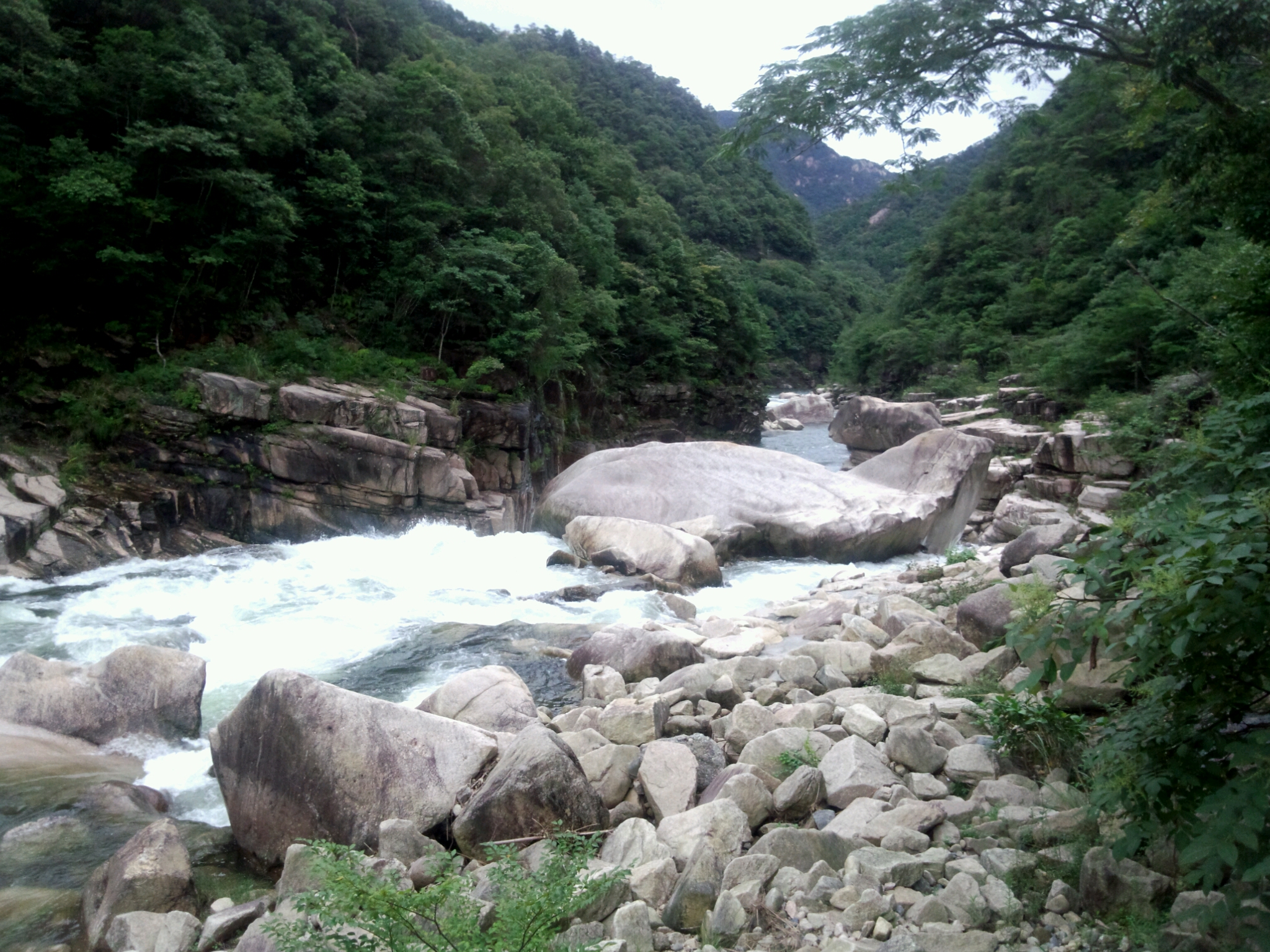
弥荣峡
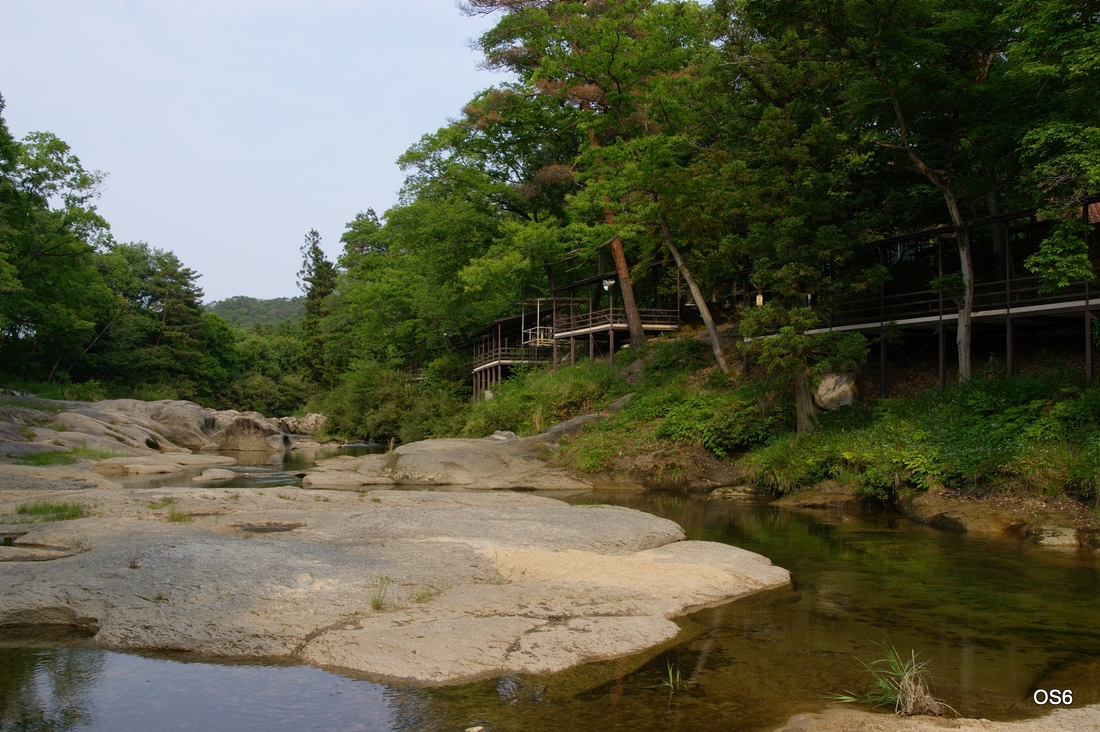
蛇喰磐
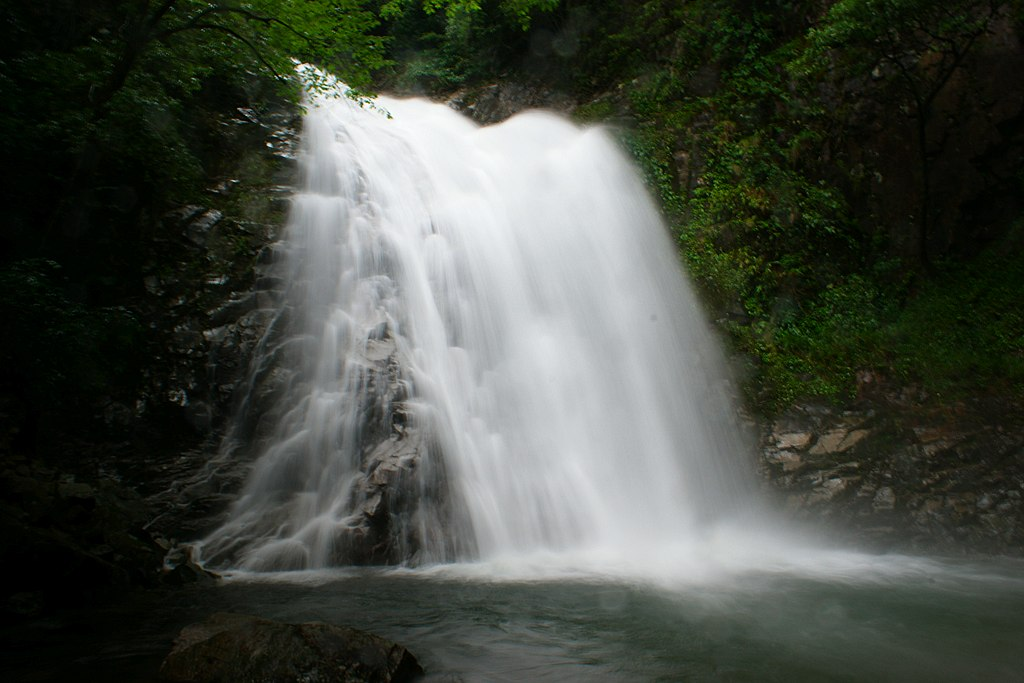
万谷溪吹雪瀑布

由于交通便利，小濑川流域在春秋两季的旅游旺季游客络绎不绝。河流沿岸修建了公园和亲水设施，使用它们的人数也日益增多。大竹市一侧有在河中放“漂流娃娃”的传统。

## 历史

### 流域产业
直到近代，农业一直是小濑川流域的主要产业，而河水是其重要的资源。
小濑川流域多山，可耕地有限，水量充沛且平均，中游的山代（山口县岩国市美和町）盛产楮树和结香纸，繁荣了和纸的生产。和纸的起源可以追溯到中世纪晚期和近代早期，当时广岛藩和长州藩（岩国藩）鼓励并控制着和纸的垄断，并以“小方纸”的名义将纸张贩往大阪。废藩置县后，造纸商数量迅速增加，在鼎盛时期（约1921年），大竹地区有超过1000家和纸生产商。随着以批发为基础的家庭手工业的发展，从而带动了制造业的发展，并一直延续到如今的下游造纸和纸浆制造公司。另一方面由于经济衰退、机械化以及廉价进口原材料的引入，手工和纸逐渐衰落。
另外，山口县一侧有旧日本帝国陆军的炼油厂和研究设施，广岛县一侧有海兵团和海军潜水学校等旧海军设施，河水为这些设施提供了支持。小濑川流域的现代自来水厂最初是为日本海军建造的（大竹海兵团）。战后，这些自来水厂被改为民用，地方政府积极吸引工厂，最终形成了日本第一个综合石油联合体——岩国大竹石油联合体。

### 国境划分
小濑川于734年成为国境。根据1939年的《严国沿革志》，在近代之前，小濑川沿着现在的大竹市北部丘陵地带流动，其河口比现在更靠北。大竹和现在的和木曾是相连的。这里曾是一个被称为大泷村（或大竹村）的村庄。后来，反复的洪水改变了河道，形成了现在的河口，大泷村被这条河一分为二，分为安艺国的大竹村和周防国的和气村。因此，大竹和和木关系密切，直到近代才被视为国境。在安土桃山时代，两者都处于毛利氏的统治之下。
关原之战战败后，毛利氏沦为丰后和长州两国的藩属。原先由毛利氏统治的安艺地区先后被割让给福岛氏和浅野氏，从而明确地将周防和安艺分割开来。从那时起，小濑川就成了“分国之河”，两国之间经常因利益冲突而爆发冲突。其中最频繁、最主要的争端是边界争端，其原因如下：
- 小濑川河口拥有小濑河流域最多的耕地，拥有广阔的滩涂和岩石海岸。

- 大竹村和胁村此前关系密切，大部分土地由两村共享。
- 当时，小濑川河口的三角洲有数条河道，地形随着每次洪水而变化。

根据安艺文献记载，江户时代发生了21次边界争端。据《岩国柳井图史》记载，有超过30起争端记录在案。这些冲突的起因多种多样，包括1655年和1752年的与三野地骚乱，起因包括河流改道、浮木和贝类采集等问题。冲突有时会升级为斗殴，1752年的与三野地骚乱导致胁村有人死亡。在这些冲突期间，出于政治考虑，两藩没有从小濑川主河段取水用于农业，而是依靠支流供水。
1801年，安艺藩与长州藩达成和解，并于1802年开凿界渠（即现在的河道），以运河中心为界。从那时起，农业用水就从小濑川干流引来。随后，两藩开始填海造地，使河口进一步向海中移动。这形成了河口河堤的现状。
江户时代末期的第二次长州之战中，此处的战斗引发了艺州口之战。
近代，小濑川两岸分别由广岛县和山口县管辖。该地区曾遭受枕崎台风、基齐亚台风和露丝台风的严重破坏。此外，小濑川河口地区还建立了工业园区，吸引了众多工厂。然而，需要小濑川供水的企业所需水量远超该河枯水期的供水量，导致广岛县和山口县在水资源分配问题上产生分歧。此事由建设大臣仲裁，两县之间的用水分配最终于1958年确定。此外，由两县共同委托建设省修建的小濑川水坝是一座集防洪和水利用为一体的多功能水坝，于1964年竣工。该大坝由两县共同管理，是日本唯一由多个县共同管理的大坝。1968年，它被指定为一级河流，距河口10.7公里的河段由国家（建设省）直接管理。
位于小濑川河口的和木町曾与岩国市就合并事宜进行过谈判。拒绝合并的原因是和木町是一个制造业城镇，拥有稳定的企业税收。此外，虽然它作为更广泛的居住区被纳入岩国市，但其日常生活区域，例如购物和交通，与隔着小濑川的大竹市密切相关。

## 开发

### 洪水与治水
有记录以来最古老的洪水是1482年6月的一场大洪水，载于《日本文化史年表》。在小濑川左岸的大竹市木野町，相传广岛藩第一代藩主福岛正则在西国街道渡口附近修建了一座堤坝（福岛防洪堤）。《大竹市志》记载：“它建于1624年，用于军事用途，并于1723年进行了修复。”大竹市木野一丁目至今仍保留着一座石砌堤坝。
在藩政时代，长州藩（岩国藩）和广岛藩分别在河口进行了填海造地工程，并在那里修建了堤坝（用于土地开发，而非防洪）。有记录显示，这些堤坝在暴风雨中溃坝，尤其是在17世纪。这被认为是由于当时土木工程技术欠发达，导致堤坝屡屡溃坝，人们试图修复，但耗时过长，最终未能完工。
废藩置县后，两省变为山口县和广岛县，两县将河流大致分为两半，分别实施了现代化的防洪工程。然而，由于（旧）河川法颁布前各县预算有限，这些工程只是部分实施，许多堤防工程都是由私人进行的。虽然与前期相比，洪灾损失有所减少，但对大型台风却无效。1868年至1945年间，发生了20多次重大洪水和风暴，而应对措施仅限于修复工作，并未采取任何根本性解决方案。此外，过度砍伐导致河流流域的森林遭到破坏。这使得环境容易发生灾害。
1945年，枕崎台风给小濑川造成了严重破坏，但由于太平洋战争后的混乱，恢复缓慢。1951年的台风露丝又造成了进一步的破坏。为此，山口县和广岛县开始了全面的修复工作。两县还委托建设省修建小濑川大坝，该坝于1964年6月竣工。小濑川大坝至今仍由两县共同管理。
现行的《河川法》于1964年颁布，小濑川于1968年被指定为一级河流，河口以下10.7公里的河段由国家（建设省）直接管理。1969年，建设省制定了《小濑川水系建设总体规划》，为弥荣大坝的建设奠定了基础。
2005年第14号台风来袭期间，流域内的罗汉山雨量观测站记录到了有记录以来的最高日降雨量，给上游地区造成了严重破坏。然而，弥荣水坝下游的防洪措施有效，损失极小。

### 用水
直至近代，水的主要用途是农业和造纸。然而，在近代早期，由于广岛藩和长州藩之间的边界争端，主流水流并未全面取水。取水始于定国之后。天保年间，在下游修建了中市堰，用于农业取水。这座堰至今仍在使用，尽管它已被改造。
从近代至今的快速工业化导致工业用水量增加，随之而来的人口增长又导致饮用水等市政用水量增加。此前，取水限制大约每五年实施一次（在干旱期间），但自弥荣大坝建成以来，除1994年外，从未实施过。
目前，取水量最大的用途是发电，流域内有6座发电厂，流域外有1座发电厂，发电量高达30,000千瓦。工业用水供应给大竹和和木的沿海工业区。饮用水供应给广岛县一侧的大竹市、廿日市市和佐伯区，以及山口县一侧的由宇町、柳井市、周防大岛町、上关町、田布施町和平生町，作为广域供水。

### 设施

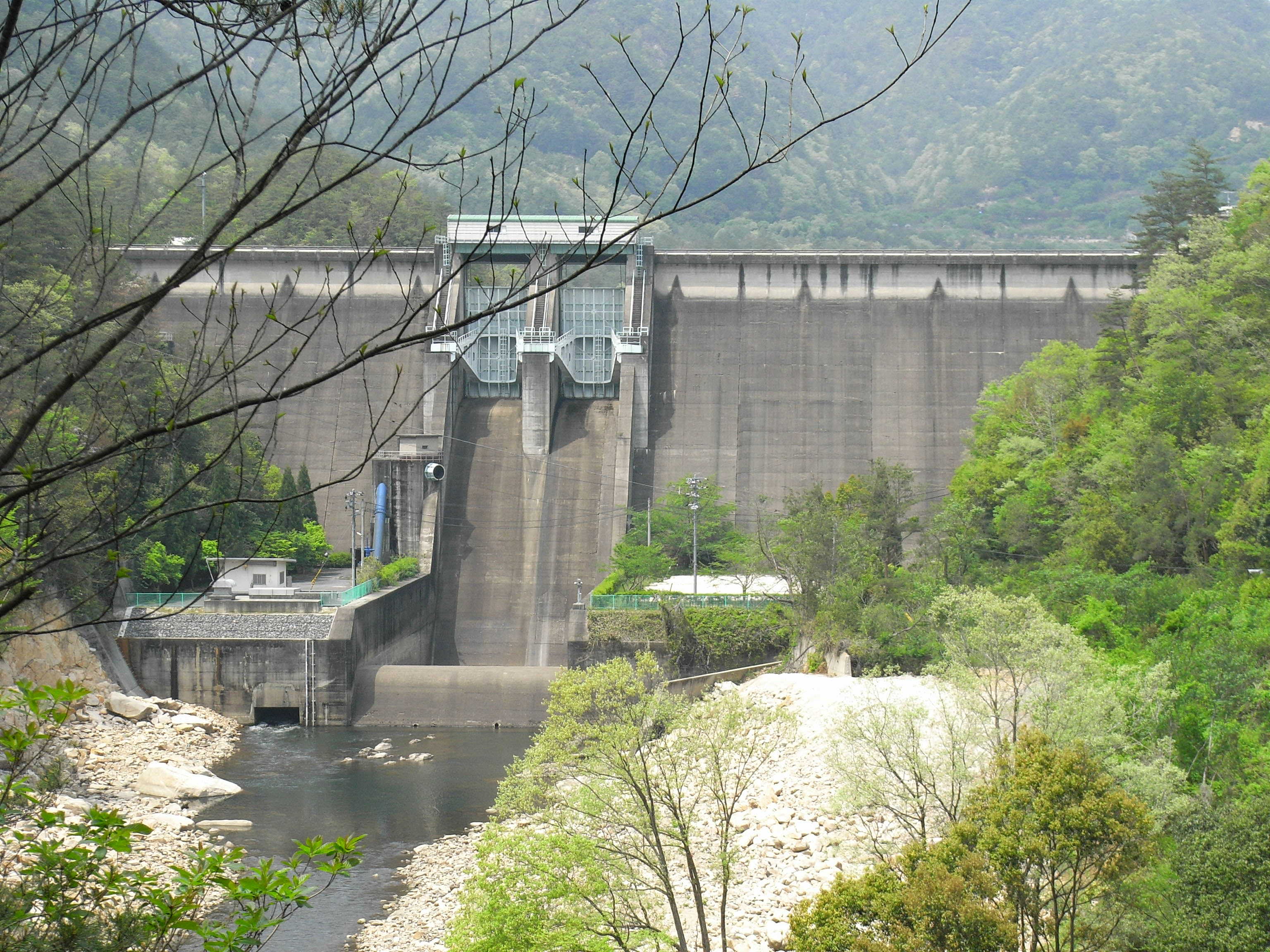
小濑川大坝
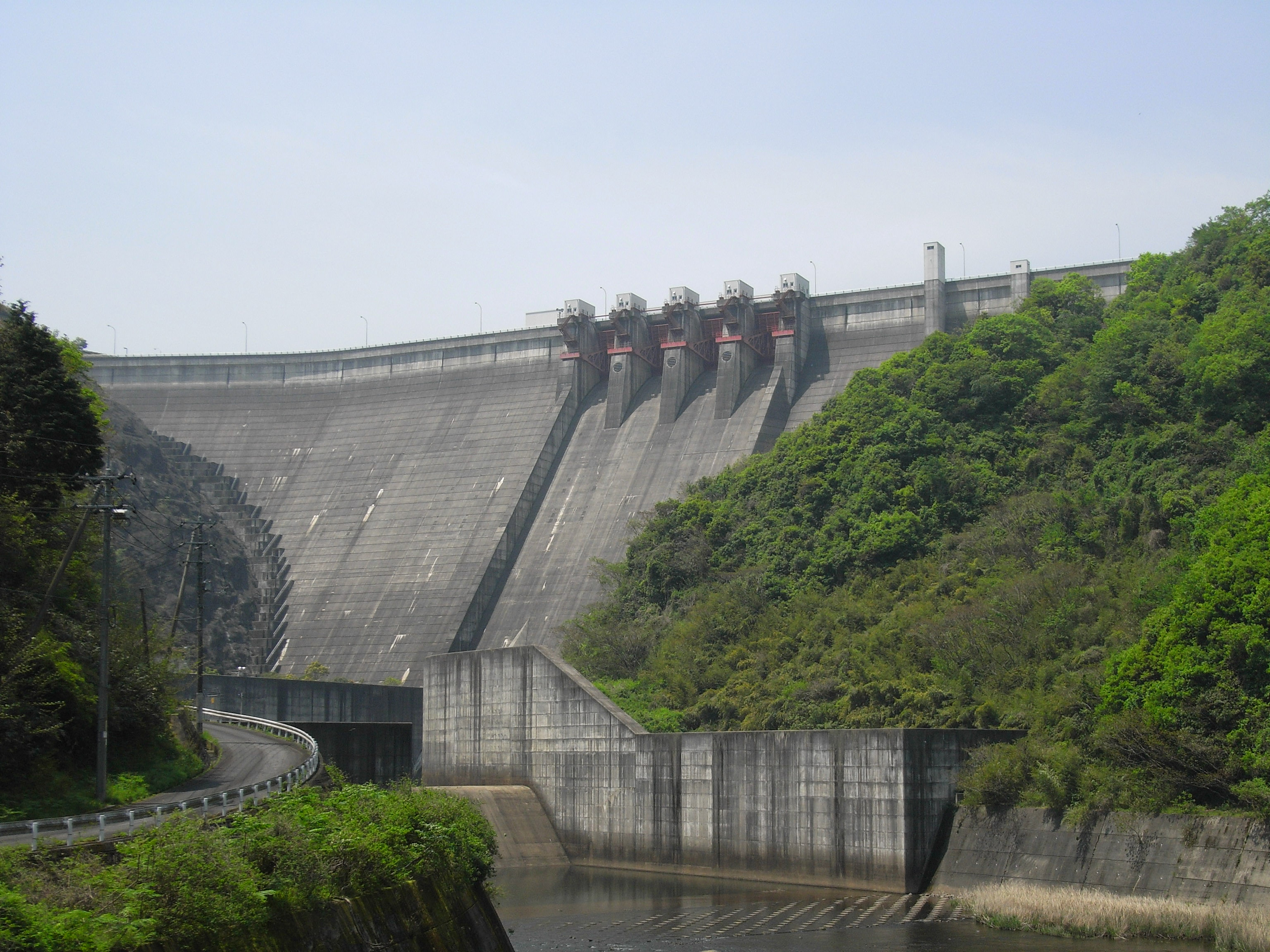
弥荣大坝

| 干流   | 支流   | 河川施設   | 类型 | 高度 | 总库容  | 经营者         | 完工年份 | 备注     |
| ------ | ------ | ---------- | ---- | ---- | ------- | -------------- | -------- | -------- |
| 小濑川 |        | 饭山大坝   | 土   | 18.5 | 1,790   | 中国电力       | 1932     |          |
| 小濑川 |        | 小赖川大坝 | 重力 | 49   | 11,400  | 广岛县/山口县  | 1964     |          |
| 小濑川 |        | 弥荣大坝   | 重力 | 120  | 112,000 | 中国地方整備局 | 1990     | 坝湖百选 |
| 小濑川 |        | 中市堰     | 堰   | -    | -       |                | 1995     |          |
| 小濑川 | 玖岛川 | 渡濑大坝   | 重力 | 34.5 | 10,424  | 中国电力       | 1956     |          |

- 小濑川大坝
- 弥荣大坝

| 河流   | 发电厂 | 装置容量 | 年发电量 | 发电形式     | 发电方式 | 取水源     | 经营者       | 开始运营年份 |
| ------ | ------ | -------- | -------- | ------------ | -------- | ---------- | ------------ | ------------ |
| 小濑川 | 栗栖川 | 2,500    | 670      | 水道式       | 调整池式 | 饭山水坝   | 中国電力     | 1940         |
| 小濑川 | 玖波   | 20,700   | 5,500    | 水坝和水道式 | 调整池式 | 渡濑水坝   | 中国電力     | 1956         |
| 小濑川 | 弥荣   | 7,000    | 0        | 水坝和水道式 | 调整池式 | 弥荣水坝   | 中国電力     | 1989         |
| 小濑川 | 小濑川 | 630      | 84       | 水坝式       | 水库式   | 小濑川水坝 | 山口県企業局 | 1989         |
| 小濑川 | 四和   | 180      | -        |              |          |            | JA           | 1961         |
| 大曲川 | 所山   | 205      | 77       |              |          |            | JA           |              |

## 交通
江河运输曾经繁荣一时，从河口到牧尾浜（现弥荣水坝所在地），将木材、柴火、木炭、纸张等产品运往海岸。大正时代，河床被开凿至笹谷（现弥荣水坝湖），使得船只能够运输到中游。然而，随着道路网络的发展和陆路运输的兴起，船只运输逐渐消失。
西国街道位于下游，但人们使用船只过河（义防渡口所在地）。1880年西国街道被指定为国道后，它开始向海岸靠拢。据信，西国街道时代的渡轮服务随着1921年两国桥的建成而终止。
此外，在江户时代末期第二次长州征战时，大和桥附近的下游有一座土桥。

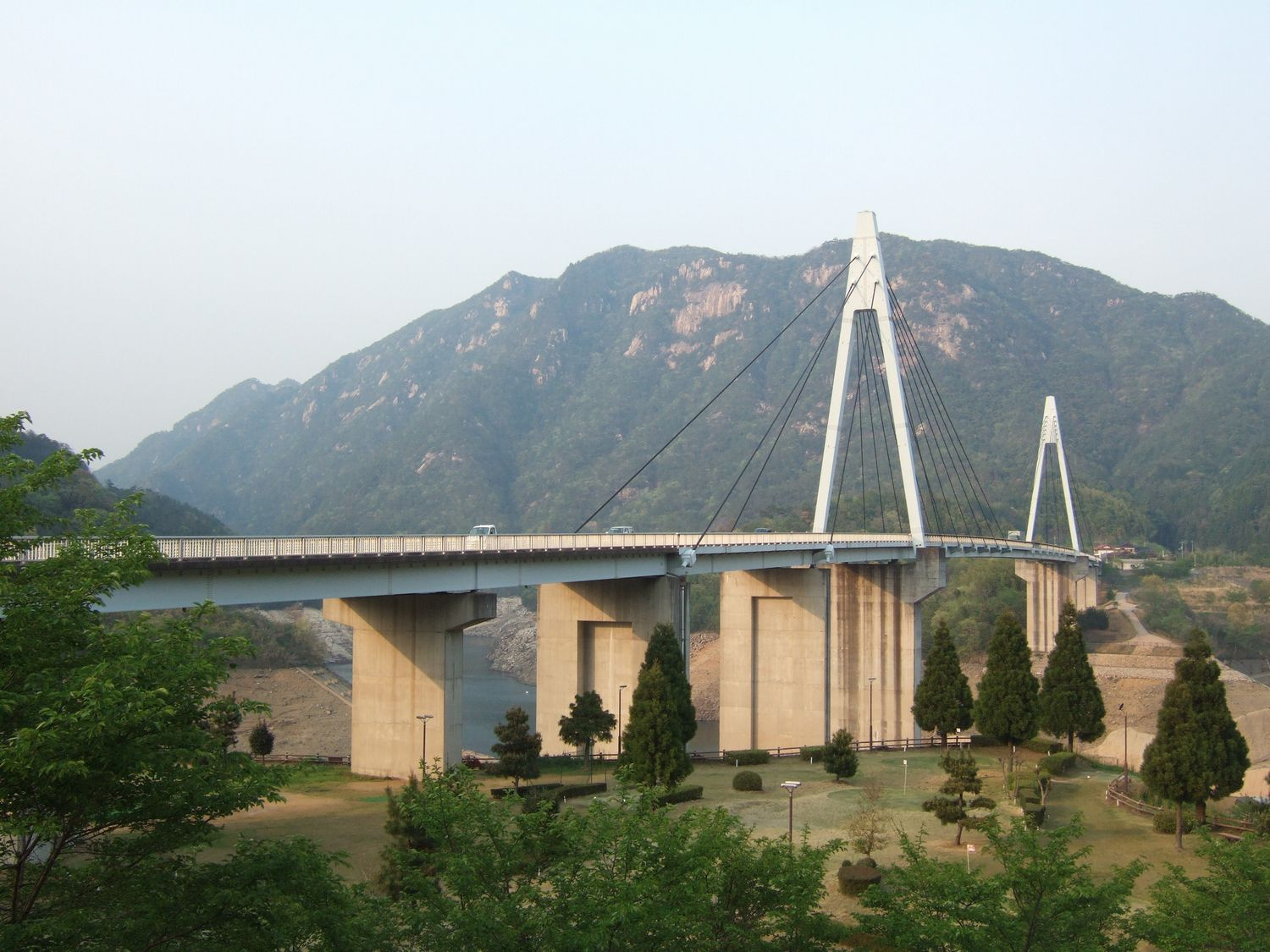
弥荣大桥

近代，包括国道2号、山阳自动车道、山阳本线和山阳新干线在内的主要交通网络都集中在下游地区。
| 桥梁        | 所在道路           | 启用年份 | 左岸所在地         | 右岸所在地               |
| ----------- | ------------------ | -------- | ------------------ | ------------------------ |
| 饭之山桥    | 国道186号          | 1989     | 广岛县廿日市市饭山 | 同左                     |
| 乡之崎桥    | 国道186号          | 1989     | 广岛县廿日市市饭山 | 同左                     |
| 三滝桥      | 国道186号          | 1985     | 广岛县廿日市市饭山 | 同左                     |
| 饭の山2号桥 | 国道186号          | 1983     | 广岛县廿日市市饭山 | 同左                     |
| 饭の山1号桥 | 国道186号          | 1983     | 广岛县廿日市市饭山 | 同左                     |
| 出合桥      | 广岛·山口县道119号 | 1953     | 广岛县廿日市市栗栖 | 同左                     |
| 大滝桥      | 国道186号          | 1980     | 广岛县廿日市市栗栖 | 同左                     |
| 中山桥      | 国道186号          | 1979     | 广岛县廿日市市栗栖 | 同左                     |
| 恶谷上桥    | 国道186号          | 1974     | 广岛县廿日市市栗栖 | 同左                     |
| 恶谷下桥    | 国道186号          | 1978     | 广岛县廿日市市栗栖 | 同左                     |
| 栗栖大桥    | 国道186号          | 1984     | 广岛县廿日市市栗栖 | 同左                     |
| 栗栖桥      | 广岛县道30号       | 1982     | 广岛县廿日市市栗栖 | 同左                     |
| 掛桥        | 广岛县道293号      | 1990     | 广岛县廿日市市津田 | 廿日市市浅原             |
| 新市井原桥  | 国道186号          | 2000     | 广岛县廿日市市浅原 | 同左                     |
| 弥荣大桥    | 广岛·山口道116号   | 1983     | 广岛县大竹市后饭谷 | 山口县岩国市美和町百合谷 |
|             | 山阳新干线         |          | 广岛县大竹市比作   | 山口县岩国市小濑         |
| 乙濑桥      | 山口·广岛县道117号 | 1955     | 广岛县大竹市穂仁原 | 山口县岩国市小濑乙濑     |
|             | 山阳自动车道       |          | 广岛县大竹市木野   | 山口县岩国市小濑         |
| 两国桥      | 山口·广岛县道1号   | 2015     | 广岛县大竹市木野   | 山口县岩国市小濑         |
| 小濑川桥梁  | 山阳本线           |          | 广岛县大竹市新町   | 山口县玖珂郡和木町和木   |
| 荣桥        | 国道2号            | 2017     | 广岛县大竹市南荣   | 山口县玖珂郡和木町和木   |